# EuroPsy
EuroPsy oder Europäisches Zertifikat in Psychologie (englisch: European Certificate in Psychology) bezeichnet den gemeinsamen Qualifikationsstandard der European Federation of Psychologists Associations (EFPA) für Psychologie und Psychologen in Europa. EuroPsy ermöglicht einen abgestimmten curricularen Rahmen für die akademische Psychologieausbildung und bietet die Möglichkeit der Personenzertifizierung für entsprechend Ausgebildete.

## Ziele und Inhalt
Mit EuroPsy soll die Mobilität innerhalb Europas durch vergleichbare Ausbildungsstandards gefördert werden. Außerdem sollen Klienten, Auftrag- und Arbeitgeber verlässlich über die Kompetenzen von Psychologen informiert werden, welche über das Zertifikat verfügen.
Psychologen kann das EuroPsy-Zertifikat verliehen werden, wenn sie
- ein mindestens fünfjähriges Psychologiestudium mit insgesamt 300 ECTS-Punkten absolviert haben, das dem EuroPsy-Rahmencurriculum entspricht,
- eine mindestens einjährige supervidierte Berufspraxis nachweisen und
- sich zur Einhaltung der berufsethischen Standards der EFPA verpflichten.[1]

Das EuroPsy-Basiszertifikat ist für die allgemeine Praxistätigkeit als Psychologe gedacht. Ein EuroPsy-Fachzertifikat für Psychotherapie oder für Arbeits- und Organisationspsychologie kann bei fortgeschrittener Ausbildung, Schulung und Erfahrung in diesen Fachgebieten der Psychologie ausgestellt werden. Für die Zulassung zur Ausübung der Psychotherapie gelten allerdings in der Regel darüber hinausgehende Regelungen.
Zertifikatsinhaber werden in das im Internet einsehbare Europäische Register eingetragen, damit die Nachprüfbarkeit gewahrt bleibt. Das Zertifikat  gilt sieben Jahre, eine Verlängerung ist auf der Basis von nachgewiesener Berufspraxis und Fortbildung möglich. EuroPsy Specialist Certificate in Psychotherapy, or a EuroPsy Specialist Certificate in Work and Organisational Psychology can be issued to a psychologist with more advanced education and training, and experience in a field of practice (not in all countries). There is a Register of EuroPsy psychologists with national listings of certificate holders that can be consulted by any person or organisation seeking services of a qualified psychologist.

## Stand der Einführung von EuroPsy
Erste Modellversuche fanden dazu in Finnland, Deutschland, Ungarn, Italien, Spanien und im Vereinigten Königreich statt. Mit Stand vom Januar 2021 wird das Zertifikat in 37 Ländern vergeben.
In Deutschland wird das Zertifikat von der Föderation Deutscher Psychologenvereinigungen vergeben, die eine gemeinsame Einrichtung des Berufsverbandes Deutscher Psychologinnen und Psychologen und der Deutschen Gesellschaft für Psychologie als Wissenschaftsgesellschaft ist.
Dabei wird eingeschätzt, dass sich in den verschiedenen Ländern Europas und zunehmend auch innerhalb Deutschlands Studiengänge der Psychologie teilweise erheblich unterscheiden Dies gelte auch für die weiteren Qualifikationsphasen, die zu einer selbständigen und eigenverantwortlichen Berufstätigkeit  führen sollen. Auch mit der Einführung formal einheitlicher Studiengänge nach dem Bologna-Prozess habe ich das nicht geändert. Diese größere Vielfalt neuer Studienangebote erschwert den Vergleich der in verschiedenen Systemen erworbenen Qualifikationsnachweise weiter. Ziel ist, die Erfüllung eines europaweit gültigen Ausbildungsstandards zu bescheinigen. Fach- und gesellschaftspolitisch gewährleiste EuroPsy, dass europaweit Standards der Ausbildung in Psychologie gesichert und für Arbeitgeber und Kunden transparent werden. Die individuelle Bedeutung bestehe darin, dass Psychologen ein bestimmter Standard der Ausbildung bescheinigt wird.
Der Berufsverband BdP beurteilt einzelne Bachelor- und Master-Studiengänge nach den Kriterien von EuroPsy und führt eine Liste anerkannter und nicht anerkannter Studiengänge. Gründe für die Nichtanerkennung können eine zu geringe Gesamtmenge an Credits in Psychologie oder fehlende Kernfächer, die zum Kompetenzprofil gehören, sein.
Österreich gibt Universitäten an, die das Studium der Psychologie gemäß EuroPsy-Standard anbieten. Bei der Umstellung der Universitäten auf die Bologna-Studienarchtitektur hätten sich die meisten weitestgehend am EuroPsy-Standard orientiert, was der Berufsverband empfahl. EuroPsy kann seit Oktober 2011 von entsprechend qualifizierten Psychologen bei der Nationalen Anerkennungskommission (NAK) beantragt werden. Diese NAK setzt sich zusammen aus Vertretern der Föderation Österreichischer Psychologenvereinigungen sowie des PsychologInnenbeirates des  Gesundheitsministeriums.
Die Schweiz hat bisher keine eigene EuroPsy-Kommission. Die große Mehrheit der Schweizer Psychologieinstitute stand noch 2017 einer Anpassung des Master-Studienplans an die Europsy-Kriterien und der Einrichtung einer solchen Kommission ablehnend gegenüber. Schweizer Absolventen müssen sich weiterhin an eine ausländische Kommission wenden, wenn sie das Europsy-Zertifikat beantragen möchten. Die Ausbildungsstandards spielten bei der Ausrichtung der Studiengänge in Angewandter Psychologie eine Rolle. So gibt die ZHAW Angewandte Psychologie an, dass Masterabsolventen dieser Hochschule das Zertifikat EuroPsy erwerben können.